# Кладова (Тимиш)
Кладова (рум. Cladova) насеље је у Румунији у округу Тимиш у општини Бетхаусен. Oпштина се налази на надморској висини од 146 m.

## Прошлост
По "Румунској енциклопедији" место "Каладва" је поменуто 1308. године. Након 1700. године назива се "Кладова".
Православни парох у Кладову 1797. године био је поп Павле Поповић (рукоп. 1791) који се служио само румунским језиком.

## Становништво
Према подацима из 2002. године у насељу је живело 533 становника.

### Попис2002.
| Расподела становништва по националности 2002.‍ | Расподела становништва по националности 2002.‍ | Расподела становништва по националности 2002.‍ | Расподела становништва по националности 2002.‍ | Расподела становништва по националности 2002.‍ |
| --------------------------------------------- | --------------------------------------------- | --------------------------------------------- | --------------------------------------------- | --------------------------------------------- |
|                                               |                                               |                                               |                                               |                                               |
| Румуни                                        | Румуни                                        |                                               | 511                                           | 96,1%                                         |
| Украјинци                                     | Украјинци                                     |                                               | 21                                            | 3,9%                                          |